# Hadern
Hadern, Stadtbezirk 20 Hadern – 20. okręg administracyjny Monachium, w Niemczech, w kraju związkowym Bawaria. W 2013 roku okręg zamieszkiwało 48 945 mieszkańców.